# Henrik Vinther
Henrik Vinther Olesen (født 12. juli 1969 i Fjerritslev) var midlertidig stedfortræder i Folketinget for Anne Sophie Callesen som repræsentant for Radikale Venstre i Østjyllands Storkreds, i forbindelse med Callesens barselsorlov.
Vinther er tidligere journalist hos Fyens Stiftstidende og Jyllands-Posten, samt kommunikationschef i Aarhus Kommunes og arbejder i dag som CSR- og kommunikationsdirektør i Salling Group.